# Ray Epps
Raymond Edward Epps jr., (Amelia, Virginia, 20 de agosto de 1956) es un exjugador de baloncesto estadounidense. Con 1,98 de estatura, su puesto natural en la cancha era el de alero.

## Trayectoria

### Universidad
Disputó 3 temporadas con los Spartans de la Universidad Estatal de Norfolk desde 1974 a 1977.

### Profesional
Se presentó al Draft de la NBA de 1977, donde fue elegido por los Golden State Warriors, en la 5.ª ronda (puesto 104).
No debutaría hasta un año después, el 14 de octubre de 1978, ante San Diego Clippers. Disputó como profesional únicamente 13 encuentros con los Warriors durante la 1978-79 con una media de 2 puntos por partido. Fue cortado por los Warriors el 5 de diciembre de 1978.

## Estadísticas de su carrera en la NBA

### Temporada regular
| Año     | Equipo       | PJ | PT | MPP | %TC  | %3P | %TL  | RPP | APP | ROB | TPP | PPP |
| ------- | ------------ | -- | -- | --- | ---- | --- | ---- | --- | --- | --- | --- | --- |
| 1978-79 | Golden State | 13 | 0  | 5.5 | .435 | -   | .750 | .4  | .2  | .1  | .0  | 2.0 |
| Total   | Total        | 13 | 0  | 5.5 | .435 | -   | .750 | .4  | .2  | .1  | .0  | 2.0 |